# Papa Souleymane Dione
Papa Souleymane Dione, né le 31 décembre 2002 à Thiès (Sénégal), est un footballeur sénégalais qui joue au poste d'ailier droit au ASC Jaraaf.

## Biographie
Papa Souleymane Dione est un footballeur sénégalais né le 31 décembre 2002 à Thiès qui évolue au poste d'attaquant. Papa Dione est formé par le club de sa région natale de l'Union sportive Thièssoise avant de rejoindre l'ASAC Ndiambour de Louga en 2020 en Ligue 1. Après la relégation du club lougatois, il retourne chez lui en s'engageant avec le Thiès FC en 2021. Par la suite, Papa Souleymane Dione rejoint les Huiliers de Diourbel de ASC Sonacos en 2023,. En juillet 2024, il signe avec l'ASC Jaraaf de Dakar. Il est champion du Sénégal édition 2025 avec le club le plus titré du Sénégal.

## Palmarès
ASC Jaraaf
- Championnat du Sénégal
  - Champion : 2025
- Coupe du Sénégal de football
  - Finaliste : 2025

### Distinctions individuelles
- Équipe Type Championnat du Sénégal de football 2024